# Kolijevka civilizacije
Kolijevka civilizacije mjesto je i kultura gdje je civilizacija nastala neovisno o drugim civilizacijama na drugim lokacijama. Oblikovanje urbanih naselja (gradova) primarna je karakteristika društva koje se može okarakterizirati kao civilizirano. Ostala obilježja civilizacije uključuju sjedilačko nenomadsko stanovništvo, monumentalnu arhitekturu, postojanje društvenih klasa i nejednakosti te nastanak pisma za komunikaciju. Prijelaz iz jednostavnijih društava u složena društva civilizacije je postupan.
Znanstvenici općenito priznaju šest kolijevki civilizacije. Vjeruje se da su: Mezopotamija, Drevni Egipat, Drevna Indija i Drevna Kina bili najraniji u Starom svijetu. Kolijevke civilizacije u Novom svijetu su: civilizacija Caral-Supe u obalnom Peruu i civilizacija Olmeka u Meksiku. Sve kolijevke civilizacije ovisile su o poljoprivredi za preživljavanje (osim vjerojatno Caral-Supea koji je u početku možda ovisio o morskim resursima). Sve je ovisilo o poljoprivrednicima koji su proizvodili poljoprivredni višak za potporu centraliziranoj vladi, političkim vođama, svećenicima i javnim radovima u urbanim središtima civilizacije.
Manje formalno, izraz kolijevka civilizacije često se koristi za označavanje drugih povijesnih drevnih civilizacija, poput Grčke ili Rima, koje su obje nazivane kolijevkom zapadne civilizacije.
Koncept kolijevke civilizacije predmet je mnogih rasprava. Figurativna upotreba riječi kolijevka u značenju mjesto ili regija za nešto što treba njegovati ili štititi tijekom rane faze razvoja može se pratiti unatrag preko engleskog Oksfordskog rječnika do Spensera (1590.). U Drevnoj povijesti Charlesa Rolena (1734.) stoji da je Egipat u početku služio kao kolijevka svete nacije.
Pojam kolijevka civilizacije igra određenu ulogu u nacionalnom misticizmu. Korišten je u istočnoj i zapadnoj kulturi, na primjer, u indijskom i kineskom nacionalizmu. 